# Кинг, Эдвард, 1-й граф Кингстон
Эдвард Кинг, 1-й граф Кингстон (англ. Edward King, 1st Earl of Kingston; 29 марта 1726 — 8 ноября 1797) — англо-ирландский пэр и политик.

## Биография
Родился 29 марта 1726 года. Второй сын сэра Генри Кинга, 3-го баронета (ок. 1681—1740), и Изабеллы Уингфилд, дочери Эдварда Уингфилда и Элеоноры Гор.
Эдвард Кинг заседал в Палате общин Ирландии от Бойля в 1749—1760 годах и графства Слайго в 1761—1764 годах .
22 мая 1755 года после смерти своего старшего брата Роберта Кинга, 1-го барона Кингсборо (1724—1755), Эдвард Кинг унаследовал титул 5-го баронета из Бойл-Эбби в графстве Роскоммон.
15 июля 1764 года для него был создан титул 1-го барона Кингстона из Рокингема в графстве Роскоммон (Пэрство Ирландии). 15 ноября 1766 года он получил титул виконта Кингстона из Кингсборо в графстве Слайго (Пэрство Ирландии), а 25 августа 1768 года для него был создан титул 1-го графа Кингстона (Пэрство Ирландии).
Лорд Кингстон занимал пост хранителя рукописей (Custos Rotulorum) в графстве Роскоммон с 1772 по 1797 год. В январе 1794 года лорд Кингстон стал членом Тайного совета Ирландии.
Масон, дважды занимавший пост великого мастера Великой ложи Ирландии в 1761—1763, 1769—1770 годах.

## Брак и дети
5 января 1752 года лорд Кингстон женился на Джейн Колфилд (до 1737 — апрель 1784), дочери Томаса Колфилда и Пегги Джордан. У супругов было семеро детей:
- Леди Джейн Кинг (? — 26 января 1838), она вышла замуж за Лоуренса Парсонса, 1-го графа Росса
- Леди Фрэнсис Кинг, замужем за Томасом Тенисоном из замка Килронан (графство Роскоммон).
- Достопочтенный Генри Кинг (? — 1785)
- Уильям Кинг (? — 1762)
- Леди Элеонора Кинг (? — 1822)
- Изабелла Кинг
- Роберт Кинг, 2-й граф Кингстон (1754 — 17 апреля 1799).

Лорд Кингстон скончался 8 ноября 1797 года в возрасте 71 года в Кингстон-Лодже, графство Роскоммон, Ирландия.